# Wełyki Łazy
Wełyki Łazy (ukr. Великі Лази) – wieś na Ukrainie. Należy do rejonu użhorodzkiego w obwodzie zakarpackim i liczy 1 426 mieszkańców.